# 이광린
이광린(李光麟, 1924년 8월 29일~2006년 4월 11일)은 한국의 역사학자이다

## 생애
본관은 연안, 호는 칠리(七里)이다. 출생지는 1924년 평안남도 용강군(龍岡郡) 양곡면(陽谷面)이다. 평양고보를 졸업하고 연희전문에 입학했다. 1946년 연희대학교 사학과를 졸업하고 동 대학원에서 석사학위를 받았다. 1952년부터 연세대학교에서 강의를 했다. 초기에는 농업사에 관심을 가지고 연구를 해서 1961년에「이조 수리사 연구」를 발표했다. 1964년부터는 서강대학교 사학과 교수가 되어 서강대에서 정년까지 강의를 했다. 1950년대와 1960년대에 미국 하버드대학교 옌칭도서관에서 한국 관련 고서들을 국내에 소개하는 데에 결정적인 역할을 하였고, 1977년부터 2년간 역사학회장을 역임하였다. 1960년대 이후로는 개화기의 역사에 관심을 가지고 연구를 했는데, 이는 4.19혁명과 5.16군사정변 등 당시의 시대적 상황에서 전통 사회의 대변동기였던 개화기에 당시 지식인들이 어떤 생각을 갖고 있었고 어떤 태도를 취하였는지 알고 싶다는 생각이 들었기 때문이었다고 한다. 개화기의 역사에 관한 다수의 논문과 저서를 발표했다.
학계에 기여한 공로로 1982년에 국민훈장 동백장을 받았고, 1984년 대한민국학술원 저작상과 1987년 3‧1문화상 등 다수의 상을 받았다.

## 저서
- 『이조 수리사 연구』, 1961
- 『한국 개화사 연구』, 1969
- 『개화당 연구』, 1973
- 『한국 개화사상 연구』, 1979
- 『한국 개화사의 제문제』, 1986
- 『개화파의 개화사상 연구』, 1989

## 참고 문헌
- 이광린, 「나의 學問 遍歷」,『한국사 시민강좌』제 6집, 1990, 일조각

1. ↑  한국역대인물 종합정보시스템[깨진 링크(과거 내용 찾기)]